# 730
730 (DCCXXX) je bilo navadno leto, ki se je po julijanskem koledarju začelo na nedeljo.

## Dogodki
- 1. januar

## Rojstva
- al-Batrik, arabski prevajalec († 796/806) (približni datum)